# Contracepció postcoital

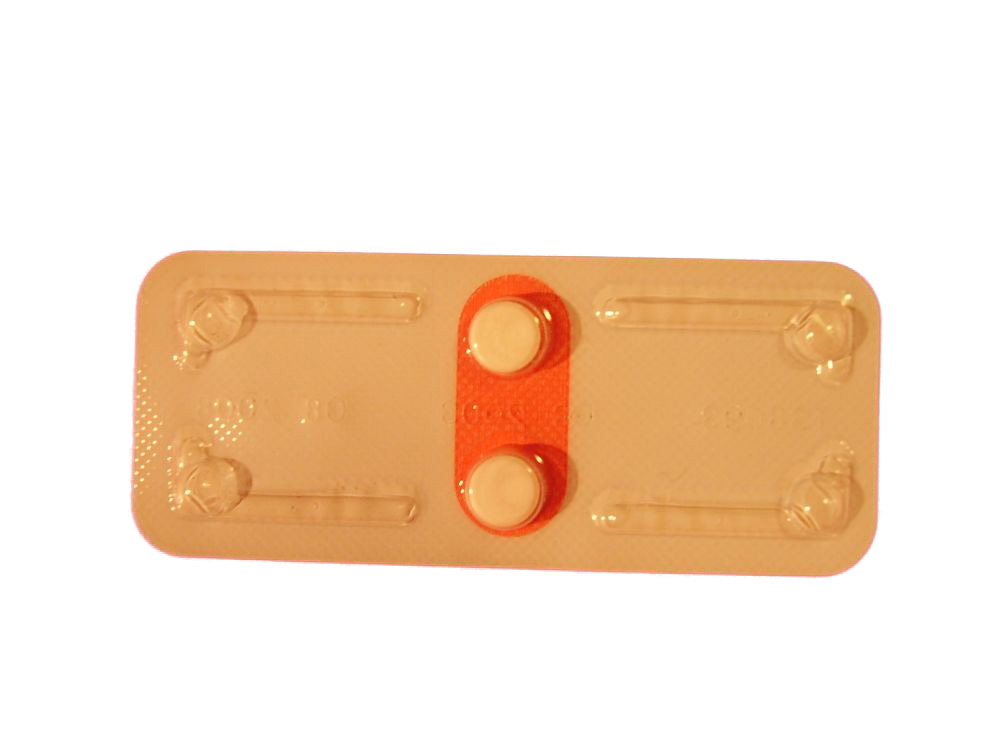
Presentació en blister d'una dosi de contracepció d'emergència en forma de pastilla anticonceptiva d'emergència.

La contracepció d'emergència o contracepció postcoital, popularment coneguda com a píndola de l'endemà, és un contraceptiu hormonal en forma d'una o dues pastilles que es poden prendre eventualment per tal de prevenir l'embaràs, en principi després d'un accident o error en altres mètodes anticonceptius (trencada d'un condó, oblit de la píndola anticonceptiva, una anella vaginal que surt i queda fora durant hores, etc.).
La píndola de l'endemà està destinada a un ús ocasional, quan fallen els mitjans primaris d'anticoncepció o bé quan no s'han usat. A causa del seu mode d'acció que actua abans de la implantació de l'embrió en l'úter, són considerats legalment formes d'anticoncepció. Alguns científics creuen que la contracepció d'emergència poden actuar possiblement després de la fecundació, una possibilitat que porta a alguns a considerar la contracepció d'emergència una forma d'avortament. L'accés a aquest tipus de tractament mèdic no és universal i genera una certa controvèrsia ètica.
La contracepció d'emergència inclou dos sistemes diferenciats:
- Les píndoles anticonceptives d'emergència (PAE), a vegades simplement referides com a anticonceptius d'emergència o la "píndola de l'endemà", són fàrmacs que actuen tant per prevenir l'ovulació o la fecundació i, possiblement, després de la fecundació i de la implantació del blastòcit a l'úter (embrió). Les PAE es diferencien dels medicaments abortius a causa del fet que aquests mètodes actuen després de la implantació.
- Dispositius intrauterins (DIU), que habitualment es fan servir com a mètode anticonceptiu, però alguns cops es fa servir com a anticonceptiu d'emergència. La seva administració requereix instal·lacions i professionals sanitaris adequats.

## Mecanisme d'acció
La FDA dels Estats Units afirma que les píndoles contraceptives d'emergència com el Plan B™ actuen prevenint l'ovulació. També diu que "és possible" que la CE basada en progestina pot interferir amb la implantació de l'embrió en el revestiment uterí, i que no tenen cap efecte sobre l'embaràs si es pren després de la implantació.
Una sèrie d'estudis en la dècada de 1970 i 80 conclogueren que la contracepció d'emergència podria causar canvis en l'endometri impedint la implantació de la fase inicial d'un embrió en l'úter. Aquesta investigació conduí a molts grups antiavortistes a oposar-se a CE ja que creuen que l'embaràs comença amb la fecundació.
En els darrers anys, especialment a la llum de la controvèrsia als EUA sobre l'ètica de la investigació de reclamacions de la comunitat científica ha començat a reavaluar críticament els primers estudis, en posar en dubte l'argument que la CE previngui la implantació. Estudis recents realitzats en rates i micos han demostrat que després de l'ovulació l'ús de píndoles contraceptives d'emergència tant les basades en progestina com les combinades i no tenen cap efecte en les taxes d'embaràs.
Els estudis en humans han demostrat que la taxa de supressió de l'ovulació és aproximadament igual a l'eficàcia de les píndoles anticonceptives d'emergència,
el que suggereix que podria ser l'únic mecanisme pel qual aquest tipus de tractament evita l'embaràs.
Tanmateix, aquests estudis també han demostrat que, en dones que ovular
 malgrat haver adoptat abans de l'ovulació ECP, hi ha canvis en certes hormones com la progesterona i de la durada de la fase lutea. Aquests canvis secundaris podrien inhibir la implantació en els casos en què la fecundació es produeix malgrat l'ús de CE. A causa de la dificultat d'estudiar embrions dins de l'úter i les trompes de Fal·lopi abans de la seva implantació, ambdós bàndols del debat coincideixen que pot ser impossible la demostració o refutació de la teoria.
Quan es fa servir com un mètode anticonceptiu el DIU s'ha demostrat que actua principalment a través de mecanismes espermicida i ovicida, però es considera possible que aquests mateixos mecanismes també són perjudicials per als embrions que encara no s'han implantat.
El contraceptius hormonals d'emergència basats en progestina i els combinats d'estrogen i progestina, com ara règim de Yuzpe o Plan B™, es diferencien de la mifepristona, fàrmac antihormonal (també conegut com a Mifeprex™ i RU-486™). Els CE de Yuzpe i basats en progestina no tindrà cap efecte si es pren després de la implantació, mentre que la mifepristona pot induir l'avortament si es pren després de la implantació.

## Les píndoles anticonceptives d'emergència
Les píndoles anticonceptives d'emergència, també denominades "anticoncepció hormonal d'emergència" al Regne Unit, poden contenir gran dosi de les mateixes hormones (estrògens, progestàgens o ambdós) que es troben habitualment en els anticonceptius orals combinats. Adoptades després de relacions sexuals no protegides, aquestes dosis altes poden impedir que es produeixi l'embaràs. La mifepristona pot ser utilitzat com contracepció d'emergència, però és un fàrmac anti-hormonal, i no conté estrògens ni progestàgens.
El terme popular "píndola de l'endemà" no és apropiat en un sentit estricte, en el sentit que la seva eficàcia no és de 24 hores sinó de fins a 72 hores després de l'acte sexual, i segons l'OMS es pot utilitzar fins a un màxim de cinc dies després de la relació de risc.

### Tipus de píndoles anticonceptives
El mètode basat en progestina usa levonorgestrel a una dosi de 1,5 mg, així com dues dosis de 750 μg cada 12 hores o, més recentment, en una dosi única. La contracepció d'emergència basada només en progestina és disponible com a fàrmac de contracepció d'emergència a tot el món sota molts noms, entre ells: a l'estat espanyol es comercialitza com Norlevo i Postinor; als EUA, Canadà i Hondures, com Plan B™, al Regne Unit, Irlanda, Austràlia, Nova Zelanda, Portugal i Itàlia com Levonelle™; a Sud-àfrica com Escapelle™; en 44 països, entre ells França, la majoria de l'Europa occidental, l'Índia i diversos països d'Àfrica, Àsia i Amèrica Llatina com NorLevo™, i en 44 països incloent la majoria d'Europa oriental, Mèxic i molts altres països d'Amèrica Llatina, Portugal, Austràlia i Nova Zelanda, Israel, Xina, Hong Kong, Taiwan i Singapur com Postinor-2™.
Darrerament s'ha introduït l'acetat d'ulipristal (ellaOne), quan el coit de risc és entre 72 i 120 hores anteriors a la visita.
El règim combinat o règim de Yuzpe utilitza altes dosis d'estrogen i progestina, preses en dues dosis en un interval de 12 hores. Aquest mètode es considerà a partir del 2007 menys eficaç i menys ben tolerat que el mètode amb progestina. És possible obtenir la mateixa dosi d'hormones i, per tant, el mateix efecte, mitjançant l'administració de diverses píndoles anticonceptives orals combinades diàries. Per exemple, 4 pastilles Ovral™ són les mateixes que les 4 píndoles Preven™. Als Estats Units la Food and Drug Administration (FDA) va aprovar aquest ús, que no consta en el prospecte, de determinades marques habituals de píndoles anticonceptives orals combinades el 1997.
La droga mifepristona es pot utilitzar com una contracepció d'emergència o com un abortiu, depenent de si es fa servir abans o després de la implantació. Als EUA, és més comunament usat a 200 o 600 mg en una dosi abortiva, però a la Xina és usat com a CE. Com a CE, una dosi baixa de mifepristona és lleugerament menys efectiva que a dosis més altes, però té menys efectes secundaris. L'any 2000 als EUA, les dosis disponibles més petites eren de 200 mg. La mifepristona, però, no està aprovada per a ús com a contraceptiu d'emergència als Estats Units. Un estudi de revisió en l'ésser humà conclogué que els efectes anticonceptius de la dosi de 10 mg es deu als seus efectes sobre l'ovulació, però la comprensió del seu mecanisme d'acció segueix sent incompleta. Dosis més elevades de mifepristona poden alterar la implantació i, a diferència del levonorgestrel, la mifepristona és eficaç per posar fi a embarassos establerts.
La "píndola de l'endemà" no s'ha de confondre amb la "píndola de l'avortament", també comercialitzada amb els noms de RU486™, mifestone™ o Mifeprex™.

### Eficàcia de la contracepció d'emergència farmacològica
L'eficàcia de la contracepció d'emergència s'expressa en forma de percentatge amb relació a la població de risc, és a dir les dones que han realitzat coits sense protecció en els dies fèrtils del seu cicle menstrual. Diferents règims de CE tenen diferents nivells d'eficàcia, i fins i tot per un únic règim dels diferents estudis poden trobar diferents nivell d'eficàcia. Utilitzant un exemple de "75% d'efectivitat", un article publicat a American Family Physician explica així el càlcul de l'eficàcia:
| « | Aquests números no es tradueixen en una taxa d'embaràs del 25 per cent. Més aviat, vol dir que en el cas que 1.000 dones tinguessin coits sense protecció en les dues setmanes del mig del seu cicle menstrual, aproximadament 80 quedarien embarassades. L'ús de píndoles contraconceptives d'emergència reduiria aquest número en un 75 per cent, fins a 20 dones. | » |

El règim basat en progestina, mitjançant levonorgestrel, presenta segons la FDA un 89% d'efectivitat. A partir de 2006, l'etiquetatge de la marca estatunidenca Plan B explica aquesta taxa d'eficàcia, en afirmar, "Set de cada vuit dones que haurien quedat embarassades no quedaren embarassades."
El 1999, una metaanàlisi de vuit estudis del règim combinat (Yuzpe) conclogué que la millor punt estimava l'eficàcia en el 74%. Una anàlisi de 2003 de dos dels grans règims combinats (Yuzpe) d'estudis, utilitzant diferents mètodes de càlcul, que trobaren estimacions de l'eficàcia entre el 47% i 53%.
Per ambdós règims, progestina i Yuzpe, l'eficàcia de l'anticoncepció d'emergència és major quan s'administra dins de les 12 hores després del coit i disminueix amb el temps. Si bé la majoria dels estudis de la contracepció d'emergència només han inscrit dins de les 72 dones hores de relacions sexuals sense protecció, un estudi de 2002 de l'Organització Mundial de la Salut (OMS) suggereix que l'eficàcia raonable pot continuar durant un màxim de 120 hores (5 dies) després del coit.
Per a 10 mg de mifepristona administrades fins a 120 hores (5 dies) després del coit, l'estimació combinada dels tres assaigs va ser una efectivitat del 83%. Una revisió trobà que molts assaigs concluien que un règim de 25–50 mg de mifepristona tenien una major eficàcia. Tanmateix, quan la revisió se centrava només en els assaigs d'alta qualitat, la diferència en l'eficàcia no va ser estadísticament significativa.

#### Història dels mètodes de càlcul
Els primers estudis dels anticonceptius d'emergència no tractaren de calcular una taxa de fracàs, sinó que simplement informaven del nombre de dones que queden embarassades després d'utilitzar un anticonceptiu d'emergència. Des de 1980, els assaigs clínics de l'anticoncepció d'emergència calcularen primer probables embarassos en el grup d'estudi si no se'ls va donar tractament. L'eficàcia es calcula dividint els embarassos observats pel nombre estimat d'embarassos sense tractament.
Realitzar assaigs controlats amb placebo podria donar una mesura precisa de la taxa d'embaràs sense tractament, però presentaria serioses qüestions ètiques, per la qual cosa el percentatge d'eficàcia es basa en les estimacions de les taxes d'embaràs. Aquests s'estimen actualment utilitzant variants del mètode del calendari. Les dones amb cicles irregulars, per qualsevol raó, incloent-hi l'ús recent d'hormones com els anticonceptius orals i la lactància materna, han de ser exclosos d'aquests càlculs. Fins i tot en el cas de les dones incloses en el càlcul, les limitacions de la determinació de la fecunditat pel mètode del calendari ha estat llargament reconeguda. En l'article de revisió de Trussell i Raymond d'abril de 2007 s'apuntava:
| « | El càlcul de l'eficàcia i, en particular, el denominador de la fracció, implica moltes suposicions que són difícils de validar. Per tant, les xifres sobre l'eficàcia de l'anticoncepció d'emergència pot ser subestimada o, més probablement, sobreestimada. No obstant això, estimacions precises de l'eficàcia poden no ser de gran importància per a moltes dones que han tingut relacions sexuals sense protecció, ja que les píndoles de contracepció d'emergència són sovint l'únic tractament disponible. | » |

Recentment, els assajos hormonals han suggerit com un mètode més exacte per estimar la fertilitat per als estudis de CE.

### Seguretat
L'existència d'embaràs no és una contraindicació en matèria de seguretat, ja que no es coneix cap dany a la dona, pel curs del seu embaràs o el fetus si es prenen accidentalment qualsevol dels dos tipus de fàrmacs d'anticoncepció d'emergència (a base de progestina o combinats), però l'ús de la CE no és eficaç si la dona ja es troba embarassada.

L'OMS no menciona cap situació mèdica en la qual els riscos de les píndoles anticonceptives d'emergència siguin superiors als seus beneficis. L'Acadèmia Americana de Pediatria (AAP) i els experts en anticoncepció d'emergència han arribat a la conclusió que només les PAE de progestina poden ser preferibles a PAE combinades que contenen estrogen en dones amb antecedents de coàguls de sang, vessament cerebral o migranya.
L'Acadèmia Americana de Pediatria, l'American College of Obstetricians and Gynecologists (ACOG), la FDA, l'OMS i el Reial Col·legi d'Obstetres i Ginecòlegs (Royal College of Obstetricians and Gynaecologists, RCOG) afirmen que no hi ha condicions mèdiques en què les píndoles de progestina estiguin contraindicades. El RCOG nota específicament que l'actual tromboembolisme venós, els antecedents o presència de càncer de mama, la malaltia inflamatòria intestinal i la porfíria aguda intermitent com les condicions en què els avantatges d'ús de píndoles anticonceptives d'emergència en general, superen els riscos teòrics o provats.
El preparat d'herbes de Sant Joan i alguns fàrmacs inductors d'enzims (per exemple, els anticonvulsius o la rifampicina) poden reduir l'eficàcia de la CE fent necessària una major dosi.

La AAP, l'ACOG, la FDA, l'OMS i el RCOG han arribat a la conclusió que, com tots els altres anticonceptius, redueixen el risc absolut d'embaràs ectòpic prevenint els embarassos, i que la millor evidència disponible, obtinguda a partir de més de 7.800 dones en els assaigs aleatoris controlats, indica que no augmenta el risc relatiu d'un embaràs ectòpic en dones que queden embarassades després d'usar la CE basada en progestina.

### Efectes secundaris
L'efecte secundari més comú reportat per les usuàries de píndoles anticonceptives d'emergència són nàusees (50,5% de 979 usuàries del règim de Yuzpe i el 23,1% de les 977 usuàries de levonorgestrel en l'assaig de l'OMS de 1998; el 14,3% de 2.720 usuàries de levonorgestrel en l'assaig de l'OMS del 2002), els vòmits són molt menys comuns i poc habituals amb CE basada en levonorgestrel (18,8% de 979 usuàries en règim de Yuzpe i el 5,6% de les usuàries de CE basada en levonorgestrel en l'assaig del 1998 de l'OMS, l'1,4% de 2.720 en l'assaig del 2002 de l'OMS).

No es recomanen els antiemètics rutinàriament amb CE basada en levonorgestrel. Si la dona vomita dins de 2 hores següents a l'administració prendre una CE basada en levonorgestrel, s'ha de prendre una nova dosi tan aviat com sigui possible.

Altres efectes secundaris comuns, cadascun d'ells descrits en menys del 20% de les usuàries de CE basada en levonorgestrel en els assaigs de l'OMS del 1998 i 2002, van ser dolor abdominal, cansament, mal de cap, marejos i sensibilitat als pits.

Els efectes secundaris no solen durar més enllà d'uns pocs dies després del tractament i generalment es resolen dins les 24 hores posteriors.
Comunament també s'experimenta una disrupció temporal del cicle menstrual. Si es pren abans de l'ovulació, l'elevada dosi de progestàgens en els tractaments de levonorgestrel pot induir el sagnat uns dies després de prendre les píndoles. Un estudi va trobar que aproximadament la meitat de les dones que utilitzen CE de levonorgestrel experimentat sagnat dins dels 7 dies de prendre les píndoles.
Si es pren levonorgestrel després de l'ovulació, pot augmentar la durada de la fase luteínica, el que retarda la menstruació alguns dies. La mifepristona, si es pren abans de l'ovulació, pot retardar l'ovulació entre 3 i 4 dies. L'ovulació retardada pot donar lloc a un retard en la menstruació. Aquestes alteracions es produeixen només en el cicle menstrual en el qual es pren la CE reprenent-se amb normalitat un cop finalitzat; la durada del cicle posterior no és afectat significativament. Si un el període menstrual es retarda una setmana o més, es recomana que es realitzi una prova d'embaràs. Les proves d'embaràs poden resultar inexactes si es realitzen poc després de prendre la CE.

## Dispositiu intrauterí per a la contracepció d'emergència

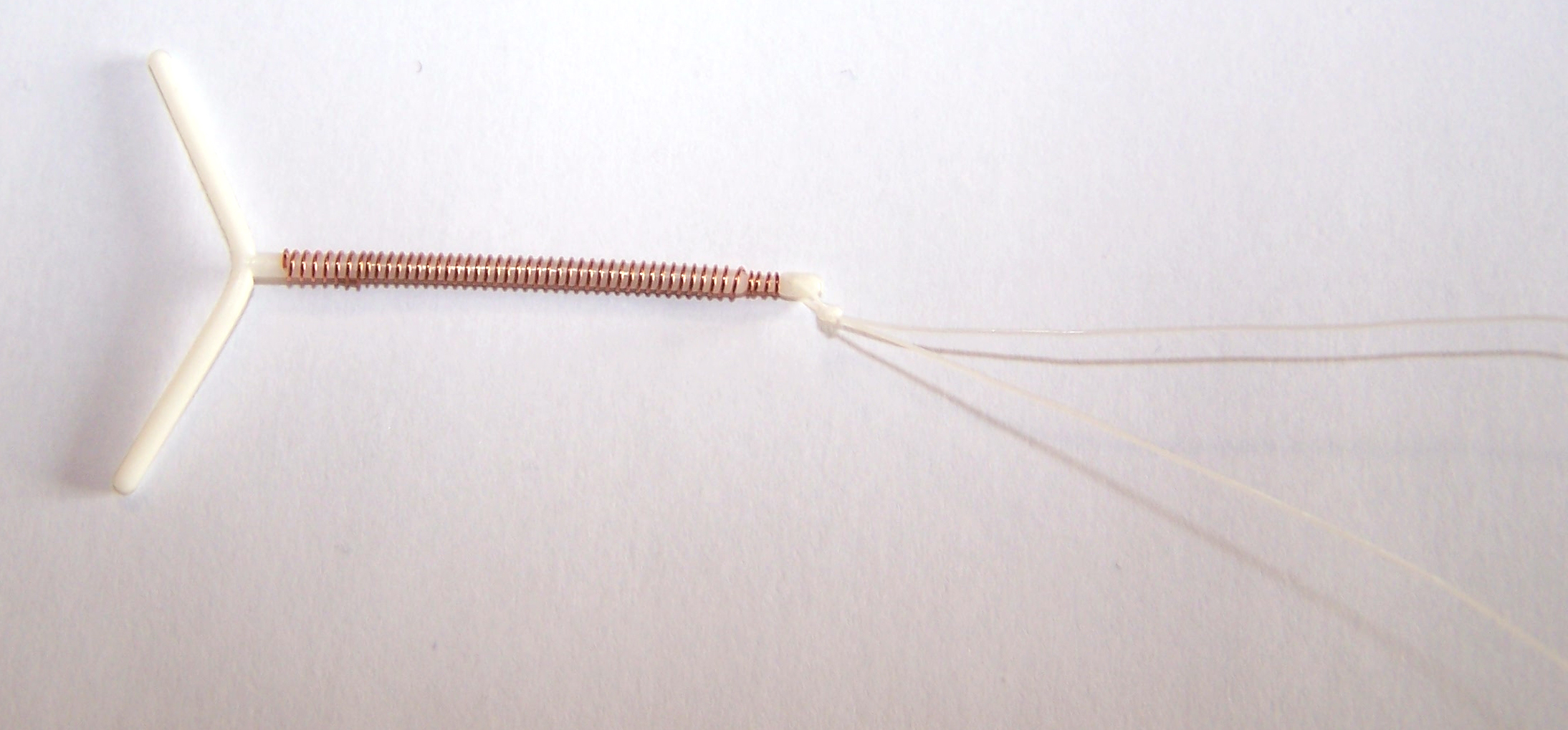
Dispositiu intrauterí.

Una alternativa a les píndoles anticonceptives d'emergència és el dispositiu intrauterí (DIU) en T de coure, que es pot utilitzar fins a 5 dies després de relacions sexuals sense protecció per prevenir l'embaràs. La inserció d'un DIU és més efectiu que l'ús de píndoles anticonceptives d'emergència, les taxes d'embaràs quan s'usen com contracepció d'emergència són les mateixes que les normals amb l'ús del DIU. El DIU es pot deixar al seu lloc després de la menstruació posterior a proporcionar anticoncepció (3-10 anys, depenent del tipus).

## Contracepció postcoital mitjançant altes dosis d'anticonceptius orals basats en progestina
Una marca de píndoles de levonorgestrel, Postinor™, es comercialitza com a mètode de contracepció postcoital. Tanmateix, hi ha seriosos inconvenients a l'ús de píndoles anticonceptives orals basades en altes dosis de progestina com a contracepció postcoital, especialment si no s'utilitzen d'acord amb les especificacions del prospecte, sinó que es fa servir d'acord amb especificacions pròpies de píndoles anticonceptives d'emergència:
- Degut a la creixent gravetat dels efectes secundaris amb l'ús freqüent, Postinor™ només es recomana per a dones que tenen relacions sexuals quatre vegades o menys al mes.[54][55]
- Si no es fa servir d'acord amb les instruccions incloses en l'envàs, sinó que utilitza d'acord amb les instruccions de les píndoles anticonceptives d'emergència de levonorgestrel (fins a 72 hores després del coit), s'estima que un "ús perfecte" (quan no es fa servir d'acord amb les especificacions de l'envàs sinó que els utilitza com s'indica en el prospecte de píndoles d'anticoncepció d'emergència de levonorgestrel), la taxa d'embaràs anual seria del 20% quan es fa servir com a únic mètode anticonceptiu (en comparació amb una taxa d'embaràs anual del 40% per al règim de Yuzpe).[56] Aquestes taxes de fracàs serien superiors a gairebé tots els altres mètodes anticonceptius, inclosos els mètodes del coit interromput i del calendari.[57]
- Igual que tots els mètodes hormonals, les píndoles contraceptives orals postcoitals d'altes dosis de progestina no protegeixen contra infeccions de transmissió sexual.[58]

Les PAE són generalment recomanades per a un ús d'emergència, més que com el principal mitjà de contracepció. Estan destinades a ser utilitzades quan altres mitjans d'anticoncepció han fallat, per exemple, si una dona ha oblidat prendre una píndola o quan el preservatiu es trenca o es desprèn durant la relació sexual.

## Història
L'interès per les hormones sintètiques en els anticonceptius postcoitals s'inicià amb el primer estudi publicat sobre el tema que figura en el 1967. S'han estudiat uns pocs medicaments, amb especial atenció a altes dosis d'estrògens, i s'esperava que inicialment els anticonceptius postcoitals serien viables com a mètode anticonceptiu permanent.
Els primers mètodes utilitzats àmpliament foren els tractaments de cinc dies amb altes dosis d'estrògens, amb dietilestilbestrol (DES) als EUA i etinil estradiol als Països Baixos.
A la dècada de 1970, el règim de Yuzpe fou desenvolupat per Yuzpe AA (1974); La contracepció d'emergència basada només en progestina s'investigà el 1975; i el DIU de coure fou avaluat per al seu ús com a contracepció d'emergència aquell mateix any (1975). El danazol es va provar en la dècada de 1980 amb l'esperança que tindria menys efectes secundaris que el Yuzpe, però va resultar ser ineficaç.
El règim de Yuzpe va esdevenir el curs de tractament estàndard per a la contracepció postcoital en molts països en la dècada de 1980.
El primer producte dedicat exclusivament per a la contracepció d'emergència combinada d'estrogen i progestina, Schering PC4 (etinilestradiol i norgestrel), fou aprovat al Regne Unit, només amb recepta mèdica, el gener de 1984 i comercialitzats per primera vegada l'octubre de 1984.
Schering va presentar una segon mètode de CE combinat només amb prescripció mèdica, Tetragynon™ (etinilestradiol i levonorgestrel) a Alemanya el 1985.
El 1997, Schering AG™, una marca de CE combinada sota prescripció mèdica, s'havia aprovat a 9 països: el Regne Unit (Schering PC4™), Nova Zelanda (Schering PC4™), Sud-àfrica (E-Gen-C™), Alemanya (Tetragynon™), Suïssa (Tetragynon™), Dinamarca (Tetragynon™), Noruega (Tetragynon™), Suècia (Tetragynon™) i Finlàndia (Neoprimavlar™), i s'havien retirat de la comercialització a Nova Zelanda el 1997. Les píndoles anticonceptives orals combinades comunes eren més comunament utilitzades que el règim de Yuzpe fins i tot en països on hi havia disponibles productes específics per a la CE, ja que les primeres eren menys costoses i amb una major disponibilitat.
Amb el temps, l'interès de tractaments basats en progestina augmentà. El Programa Especial de Reproducció Humana (Special Program on Human Reproduction, HRP), una organització internacional que inclou el Banc Mundial i l'Organització Mundial de la Salut, "va exercir un paper pioner en l'anticoncepció d'emergència «···» confirmant l'eficàcia de Levonorgestrel." Després de l'OMS va dur a terme un gran assaig que compara Yuzpe i Levonorgestrel el 1998,
Els productes combinats d'estrogen i progestina foren gradualment retirats d'alguns mercats (Preven™ als EUA se suspengué el maig de 2004, Schering PC4™ al Regne Unit se suspengué l'octubre de 2001; i Tetragynon™ a França) en favor de CE basada en progestina, si bé la prescripció de productes basats en el règim Yuzpe encara estan disponibles en alguns països.
El 2002, la Xina esdevingué el primer país on la mifepristona es registrà per al seu ús com a CE.

### Catalunya
Des de 2004 a tota la xarxa sanitària pública catalana les pastilles de l'endemà eren dispensades gratuïtament sota prescripció mèdica en centres sanitaris. A Catalunya des del 28 de setembre de 2009 les píndoles anticonceptives (NorLevo™) són dispensades a les farmàcies sense recepta mèdica amb el consell farmacèutic. Tot i això les PAE continuen essent dispensades gratuïtament en centres sanitaris i de planificació familiar amb recepta mèdica.

### Consorci Internacional d'Anticoncepció d'Emergència
L'any 1995, la Fundació Rockefeller va convocar una reunió per discutir l'anticoncepció d'emergència. Després de la reunió, un grup de set organitzacions internacionals que formen el Consorci Internacional d'Anticoncepció d'Emergència (International Consortium for Emergency Contraception, ICEC) per promoure la CE com a part de l'atenció de la salut reproductiva a tot el món. Els productes dedicat a la CE eren "virtualment desconeguts" el 1995, hi va haver poca consciència de la CE com una opció, i la CE no es va utilitzar com a mesura de salut pública.
Les set organitzacions fundadores eren la Concept Foundation, la Federació Internacional de Planificació Familiar (International Planned Parenthood Federation, IPPF), el Pacific Institute for Women's Health depenent de l'OMS, el Consell de Població (Population Council), el Population Services International i el Programa de Tecnologia Apropiada en Salut (Program for Appropriate Technology in Health, PATH).
La Concept Foundation és el braç de distribució de l'ICEC; el seu finançament per al desenvolupament de Postinor-2 provenia de la Fundació Rockefeller i la Fundació David i Lucile Packard (David and Lucile Packard Foundation), així com les altres organitzacions de l'ICEC.
El Consorci ajudà a promoure la disponibilitat de la CE mitjançant:
- Fabricació d'un producte de CE. El ICEC treballa amb l'empresa farmacèutica hongaresa Gedeon Richter a reenvasar el seu anticonceptiu Postinor™ com a contraceptiu d'emergència, denominat Postinor-2™. La distribució de Postinor-2™, principalment en els països en desenvolupament, va ser el principal treball del ICEC.
- Facilitar el registre de productes de dues maneres. En primer lloc, l'ICEC encoratjà l'interès de productes de CE organitzant reunions amb agències del sector públic i les organitzacions no governamentals (ONG) perquè es percebessin del benefici d'incloure la CE als productes que distribueixen. En segon lloc, ajudant a les organitzacions l'aplicació del registre de la CE a través del procés d'aprovació específic de cada país, inclosos els grups de pressió dels dirigents locals que podrien influenciar en la decisió del registre.
- Negociant els preus en el sector públic. L'acord de l'ICEC amb Gedeon Richter ofereix un descompte de preu al qual la CE pot obtenir-se pels organismes del sector públic en els països en desenvolupament.

La Federació Internacional de Planificació Familiar (IPPF), una organització membre de l'ICEC, ha llançat la seva pròpia marca de CE basada en levonorgestrel, Optinor™.

### Estats Units
- Dietilstilbestrol o DES
  - El 1971, una editorial del New England Journal of Medicine cridava l'atenció sobre els estudis publicats anteriorment sobre l'ús de DES com a anticonceptiu postcoital a la Universitat Yale, i un gran estudi publicat a JAMA sobre l'ús de DES com anticonceptiu postcoital a la Universitat de Michigan, conduí a l'ús del DES com a contraceptiu postcoital, encara que no inclòs en el prospecte, i habitual en molts serveis de salut universitaris.[78][79]
  - El maig de 1973, en un intent de restringir l'ús no inclòs en el prospecte del DES com a contraceptiu postcoital a situacions d'emergència tals com la violació, el FDA Drug Bulletin s'envià a tots els metges i farmacèutics dels EUA que la FDA aprovava l'ús postcoital del DES en condicions restringides.[80] El febrer de 1975, el Comissionat de la FDA declarà que l'únic error en el FDA Drug Bulletin del maig de 1973 és que la FDA no ha aprovat l'ús de la postcoital DES.)[81]
  - El setembre de 1973, la FDA publicà una norma proposada especificant el perfil del pacient i requeriments especials en l'envàs que afectaven els fabricants que busquessin l'aprovació de la FDA per a comercialitzar el DES com a contraceptiu postcoital, convidant als fabricants a descriure les noves indicacions de fàrmacs abreujades en el prospecte, i notificar als fabricants que la FDA destinats a ordenar la retirada dels comprimits de DES de 25 mg (que s'utilitzaven, més enllà de les indicacions d'ús aprovades per la FDA, com a contraceptius postcoitalx).[82][83][83][84]
  - A finals de 1973, Eli Lilly, el major fabricant dels EUA de DES, suspengué els seus comprimits de DES de 25 mg i el març de 1974 va enviar una carta a tots els metges i farmacèutics EUA dient-los que no recomanava l'ús del DES com a contraceptiu postcoital.[81]
  - Només una empresa farmacèutica, Tablicaps, Inc., un petit fabricant de medicaments genèrics, mai sol·licità (el gener de 1974) la modificació del seu prospecte per a l'ús del DES com a contraceptiu d'emergència postcoital i l'FDA no n'ha aprovat el seu ús.[81][85]
  - El febrer de 1975, la FDA va dir que encara no havien aprovat el DES com a contraceptiu postcoital, però després del 8 de març de 1975 permeté la comercialització del DES amb la indicació per a situacions d'emergència tals com la violació o l'incest, si el fabricant va obtenir un pacient sempre que s'inclogués modificacions en el prospecte i l'embalatge especial segons el que estableix la norma definitiva que la FDA publicà el febrer de 1975.[86] Per a descoratjar l'ús no descrit en el prospecte de la DES com a contraceptiu postcoital, el febrer de 1975, la FDA ordenà prohibir la comercialització dels comprimits amb continguts de DES de 25 mg i superiors; i ordenà que l'etiquetatge de dosis més baixes (5 mg i inferior) de la DES encara aprovats per altres indicacions inclogués el següent missatge en el prospecte: "AQUEST FÀRMAC NO S'HAURIA D'UTILITZAR COM A CONTRACEPTIU POSTOITAL"[87] en el bloc de majúscules en la primera línia de la informació de prescripció per al metge i en el prospecte i en un lloc visible de l'envàs de cartró.[83][88]
  - El març de 1978 s'envià un FDA Drug Bulletin a tots els metges i farmacèutics dels EUA que deia:

| « | La FDA encara no ha donat la seva aprovació per a cap fabricant per a comercialitzar DES com a contraceptiu postcoital. L'Agència, tot i així, aprova aquesta indicació per a situacions d'emergència tals com la violació o incest, si un fabricant proveeix als pacients d'etiquetatge i embalatge especial. Per evitar l'ús com a “pastilla de l'endemà” del DES que no disposés de l'autorització per aquest ús, la FDA ha retirat del mercat els comprimits de 25 mg de DES, anteriorment usats amb aquest propòsit. | » |

- - A la dècada de 1980, l'ús fora de prospecte del règim Yuzpe substituïa l'ús fora de prospecte del DES per a la contracepció postcoital.[85][90][91]
  - DES ja no està disponible comercialment als EUA; Eli Lilly, l'últim fabricant dels EUA, cessà la producció a la primavera de 1997.[92]
- Règim de Yuzpe i Preven™
  - El 25 de febrer de 1997, la FDA envià una notificació al Registre Federal, dient que havia conclòs que el règim de Yuzpe era segur i efectiu per al seu ús fora de prospecte com a CE postcoital, i que estava disposada a acceptar per a noves aplicacions dels contraceptius orals combinats etiquetats com a píndoles contraceptives d'emergència, i llistà 6 contraceptius orals combinats, ara n'hi ha 22 que podrien utilitzar-se com a CE.[14][93]
  - L'1 de setembre de 1998, la FDA aprovà la prescripció del règim Yuzpe Preven Emergency Contraception Kit (que conté una prova d'embaràs en orina i 4 píndoles).[94] Preven™ es deixà de comercialitzar el maig de 2004.[95]
- Plan B™
  - El 28 de juliol de 1999, la FDA aprovà la prescripció de la CE Plan B™ (dues píndoles de 750 µg de levonorgestrel).

- - El 24 d'agost de 2006, la FDA aprovà la venda lliure sense prescripció de Plan B™ a les farmàcies regentades per un farmacèutic amb llicència per a les dones majors de 18 anys, Plan B™ era disponible amb recepta mèdica per a dones menors de 18 anys.[97]
  - El 6 de novembre de 2006, l'empresa Barr Pharmaceuticals anuncià que la seva filial, Duramed Pharmaceuticals, inicià l'enviament de productes amb doble etiquetatge Plan B OTC/Rx i que estaria disponible a les farmàcies dels EUA a mitjans de novembre de 2006.[98]
  - El 23 de març de 2009, un jutge estatunidenc ordenà a la FDA que permetés adquirir Plan B™ sense recepta a 17 anys.[99] Això canvià la sentència del 24 d'agost de 2006. Existeix un mètode de prescripció disponible per a les persones menors de 17 anys.

## Relació amb el sexe d'alt risc i l'avortament
L'octubre de 2005 la declaració de polítiques sobre la contracepció d'emergència de l'American College of Obstetricians and Gynecologists AAP declarava: "La preocupació generalitzada que l'anticoncepció d'emergència podria fomentar el coit sense protecció en els adolescents no es troba disponible a la literatura."

Al desembre de 2005 el butlletí de l'ACOG (Practice Bulletin on Emergency Contraception ) declarà: 
| « | Una destacada preocupació entre les dones i els proveïdors de serveis de salut és que l'anticoncepció d'emergència més fàcilment disponible podria encoratjar el comportament sexual irresponsable, la qual cosa augmentaria el risc d'embarassos no desitjats i les malalties de transmissió sexual. No obstant això, nombrosos estudis han demostrat que aquesta preocupació és infundada. | » |

Una recent revisió de l'abril de 2007 dels experts en contracepció d'emergència Trussell i Raymond diu: "Les dades demostren que la PAE més àmpliament disponible no augmenta la presa de riscos

 i que les dones que són més diligents sobre l'ús d'anticonceptius són les més propenses a cercar el tractament d'emergència. "
Tanmateix, la disponibilitat de la PAE no ha demostrat reduir les taxes d'avortament. A França, Suècia i Gran Bretanya, on el règim Yuzpe de CE ha estat disponible amb recepta mèdica durant més d'una dècada i la CE basada en progestina ha estat disponible sense recepta per al 8, 6, i 2 anys, respectivament, la taxa d'avortament es va mantenir estable o major durant aquest període.
 Un altre estudi va arribar a la conclusió que la distribució gratuïta, bestreta de la CE dels subministraments a un gran nombre de dones a Escòcia no va reduir les taxes d'avortament. Un assaig controlat aleatori de 2.000 dones a la Xina comparà els grups de dones amb accés a la CE i sense, i conclogué que la taxa d'embaràs era la mateixa entre els dos grups. L'estudi observava que: "... afavorir l'accés a la CE incrementa el seu ús, però no hi ha cap prova directa que redueixi els embarassos no desitjats." I concloïa que la CE podria no fer disminuir les taxes d'avortament.

## Contracepció postcoital i violació
Abans que la CE s'usés en la població en general o es definís com a "anticoncepció d'emergència", es va utilitzar, a partir de la dècada de 1960 i 70, especialment com a tractament per a les víctimes d'assalt sexual.

Les taxes d'embaràs entre les víctimes de violació en edat fèrtil eren als EUA al voltant del 5%, i vora la meitat de les víctimes de violació que queden embarassades realitzen l'avortament. Encara que la CE es fa servir comunament com una opció per a les víctimes d'assalt sexual, alguns investigadors creuen que aquest ús és una mesura de salut pública que no està prou generalitzada.

## Controvèrsies jurídiques i ètiques
L'aprovació de la FDA de l'accés sense prescripció a Plan B™ causà força controvèrsia. Per una banda els partidaris de l'accés lliure a la venda creuen que un accés més fàcil reduirà els embarassos no desitjats i reduirà les taxes d'avortament, alguns que s'hi oposen creuen que CE és una forma d'avortament. L'Associació Mèdica Americana, l'Acadèmia Americana de Metges de Família, el Col·legi Americà d'Obstetres i Ginecòlegs, l'Acadèmia Americana de Pediatria entre altres organitzacions estatunidenques recolzaren l'accés a Plan B™ sense recepta. Un comitè assessor de la FDA recomanà que el Plan B™ estigués disponible al taulell l'any 2003. El 2004, la FDA rebutjà la recomanació del consell assessor i prohibí els CE de venda lliure, citant proves suficients que aquests podrien usar-se amb seguretat pels adolescents sense supervisió mèdica. Els defensors del venda sense prescripció acusaren a la FDA de basar la decisió a causa de les pressions polítiques del lobby pro-vida. El Centre de Drets reproductius presentà una demanda en relació amb el procés d'aprovació, que no s'ha resolt el desembre de 2006. En els procediments judicials, dos alts funcionaris de la FDA declararen que la decisió de rebutjar la sol·licitud de venda lliure es basà motius polítics, més que científics, els motius per "apaivagar als mandants de l'administració". Declaracions d'altres funcionaris de la FDA no indiquen participació de la presidència dels Estats Units. El 2006, la FDA aprovà l'accés per venda lliure a Plan B™ a les dones majors de 18 anys. L'abril de 2009, la FDA va seguir la decisió d'un Tribunal Federal del Districte de Nova York i eliminà les restriccions perquè les dones de 17 anys a accedir a la píndola sense recepta.
Una llei de Massachusetts que entrà en vigor el 14 de desembre de 2005, exigia que tots els hospitals en l'estat proporcionarien l'anticoncepció d'emergència a qualsevol "víctima de violació en dones en edat fèrtil" incloent els hospitals catòlics que s'oposen a la prestació de l'anticoncepció d'emergència. En una carta criticant el "Manual de camp sobre la salut reproductiva en situacions de refugiats" de les Nacions Unides i l'OMS, l'Església Catòlica explica la seva convicció que l'anticoncepció d'emergència, juntament amb els dispositius intrauterins i anticonceptius hormonals, no es pot considerar "únicament anticonceptiu, ja que en el cas d'una fertilització química al'vortament es durà a terme durant els primers dies d'embaràs."
 La posició catòlica sobre la planificació famíliar s'explica amb més detall en les "Directives ètiques i religioses catòliques de serveis d'atenció mèdica". Per aquesta raó la "Conferència Catòlica de Massachusetts" expressà la seva postura moral contra l'anticoncepció d'emergència, s'oposà a aquesta llei, declarant la interferència amb la llibertat religiosa. Segons el New England Journal of Medicine "els arguments tant a favor com en contra poden afectar el dret dels farmacèutics a rebutjar les receptes de l'anticoncepció d'emergència".
En casos aïllats als Estats Units, els farmacèutics s'han negat a dispensar de l'anticoncepció d'emergència, fins i tot quan es presenta amb prescripció legal. A més, Wal-Mart, el cinquè major distribuïdor de productes farmacèutics als EUA, es negà a comercialitzar la CE, començant amb Preven™ el 1999. Tanmateix, Wal-Mart va invertir aquesta posició anunciant que vendria plan B™, el març de 2006.